# Hoa hậu Chuyển giới Quốc tế 2016
Hoa hậu Chuyển giới Quốc tế 2016 là cuộc thi Hoa hậu Chuyển giới Quốc tế lần thứ 12 được tổ chức tại Pattaya, Thái Lan vào ngày 7 tháng 3 năm 2016. Hoa hậu Chuyển giới Quốc tế 2015 - Trixie Maristela đến từ Philippines đã trao lại vương miện cho người kế nhiệm, cô Jiratchaya Sirimongkolnawin đến từ Thái Lan

## Kết quả
| Kết quả                          | Thí sinh |
| -------------------------------- | --- |
| Hoa hậu Chuyển giới Quốc tế 2016 | - #08 Thái Lan - Jiratchaya Sirimongkolnawin |
| Á hậu 1                          | - #17 Brazil - Nathalie De Oliveira |
| Á hậu 2                          | - #19 Venezuela - Andrea Collazo |
| Top 10                           | - #24 Lào - Wanmai Thammavong - #01 Brazil - Lavine Holanda - #18 Philippines - Stacy Biano - #10 Nhật Bản - Maika Kunisaki - #23 Hoa Kỳ - Camille Anderson - #15 Philippines - Sabel Gonzales - #09 Mexico - Giselle Valero |

### Thứ tự công bố
| Top 10 1.19 - Venezuela 2.24 - Lào (§) 3.01 - Brazil (§) 4.18 - Philippines (§) 5.10 - Nhật Bản 6.23 - Hoa Kỳ 7.15 - Philippines 8.09 - Mexico (§) 9.17 - Brazil 10.08 - Thái Lan | Top 3 1.19 - Venezuela (2rd) 2.08 - Thái Lan (Winner) 3.17 - Brazil (1st) |

(#) - Thứ hạng chung cuộc
(§) - Thí sinh chiến thắng giải thưởng phụ

## Các giải thưởng đặc biệt
| Giải thưởng                    | Thí sinh                        |
| ------------------------------ | ------------------------------- |
| Trang phục Dân tộc đẹp nhất    | - #24 Lào – Wanmai Thammavong   |
| Hoa hậu Ảnh                    | - #18 Philippines – Stacy Biano |
| Trang phục Dạ hội đẹp nhất     | - #01 Brazil – Lavine Holanda   |
| Hoa hậu Tài năng               | - #11 Ý – Roberta Marten        |
| Hoa hậu Thân thiện AirAsia     | - #20 Malaysia – Star           |
| Video giới thiệu phổ biến nhất | - #09 Mexico – Giselle Valero   |

### Hoa hậu Tài năng
| Kết quả     | Thí sinh                                     |
| ----------- | -------------------------------------------- |
| Chiến thắng | - #11 Ý – Roberta Marten                     |
| Á hậu 1     | - #08 Thái Lan - Jiratchaya Sirimongkolnawin |
| Á hậu 2     | - #22 Nhật Bản - Yuma Suzuki                 |

## Thí sinh tham gia
Cuộc thi có tổng cộng 29 thí sinh tham gia
| Số báo danh | Quốc gia    | Thí sinh                    |
| ----------- | ----------- | --------------------------- |
| 01          | Brazil      | Lavine Holanda              |
| 02          | Myanmar     | Htar Htar                   |
| 03          | Đức         | Naomi Yamaji                |
| 04          | Malaysia    | Shazzyra Zahry              |
| 05          | Mông Cổ     | Amina                       |
| 06          | Việt Nam    | Bella                       |
| 07          | Colombia    | Amethyst Dela Espriella     |
| 08          | Thái Lan    | Jiratchaya Sirimongkolnawin |
| 09          | Mexico      | Giselle Valero              |
| 10          | Nhật Bản    | Maika Kunisaki              |
| 11          | Ý           | Roberta Marten              |
| 12          | Indonesia   | Lily Bakrie                 |
| 13          | Myanmar     | Shaung Than Zin             |
| 14          | Nepal       | Aniee Lama                  |
| 15          | Philippines | Sabel Gonzales              |
| 16          | Ấn Độ       | Bishesh Huirem              |
| 17          | Brazil      | Nathalie De Oliveira        |
| 18          | Philippines | Stacy Biano                 |
| 19          | Venezuela   | Andrea Collazo              |
| 20          | Malaysia    | Star                        |
| 21          | Peru        | Kayra                       |
| 22          | Nhật Bản    | Yuma Suzuki                 |
| 23          | Hoa Kỳ      | Camille Anderson            |
| 24          | Lào         | Savannakhet                 |
| 25          | Ai Cập      | Laura Lawrence              |
| 26          | Campuchia   | Reelawadee                  |
| 27          | Tây Ban Nha | Mishella                    |
| 28          | Mexico      | Italia Navarrete            |
| 29          | Lào         | Wanmai Thammavong           |